# Bufonias
Las Bufonias (en griego antiguo Βουφόνια "matanza de un buey") era una ceremonia de la Antigua Grecia. Eran conocidas en la época de Aristófanes (siglo V a. C.) y se celebraban aún en la época de Pausanias (siglo II). Formaban parte de las festividades de las Dipolias atenienses y tenían lugar el día 14 del mes de esciroforión (verano).
La principal fuente de información sobre las Bufonias es una obra del filósofo griego Teofrasto (siglo IV a. C.) Dicho tratado se ha perdido, pero se conservan fragmentos de numerosos extractos gracias a Porfirio.
En la versión de Teofrasto/Porfirio, a veces es difícil diferenciar entre lo que podría ser la forma primitiva del rito y de los usos en vigor en la época de Teofrasto. Las informaciones aportadas por Pausanias divergen en algunos puntos de las de los mencionados filósofos, lo que podría indicar una evolución del rito al filo de los siglos.

## Diipolia
Se llamaba también Diipolia, porque se celebraba en el santuario de Zeus Polieo o "protector de la ciudad". Cuenta Pausanias que se ponía sobre el altar de este dios cebada mezclada con trigo y los sacerdotes no permitían que nadie se acercase a él. El buey que debía servir de víctima comía un poco de este grano al aproximarse al altar y el sacerdote destinado a inmolarlo lo mataba de un golpe de segur y se escapaba al momento. Los asistentes, apenas desaparecía el sacerdote, clamaban justicia contra la segur y se procesaba: se obraba así porque antiguamente era delito capital el matar un buey, animal que era considerado necesario a los hombres para el cultivo de la tierra.

## El mito
Pausanias dice que en la época de Erecteo, fue sacrificado un buey en el altar de Zeus Polieo; el asesino partió al exilio abandonando su hacha en el altar. Dicha hacha fue acusada y absuelta en un juicio. Tiempo después las Bufonias reprodujeron este proceso judicial.
En cuanto a Porfirio, su texto consta de dos versiones sobre el origen del rito. Según una, durante una fiesta dipolia un buey comía una especie de tarta sagrada. Diomos, un sacerdote, ayuda a otras personas presentes, mata y degüella al buey.
Según la otra versión, El primer buey era matado, no por un sacerdote sino por un individuo de rango inferior de nombre Sopatros. Este había preparado ofrendas para ofrecer a los dioses un buey de laboreo devoró y pisoteó los campos. Encolerizado, Sopatros se apoderó de un hacha que estaba siendo afilada y golpeó el animal. Una vez muerto y enterrado el buey, Sopatros tomó conciencia de su acto y al considerar que había incurrido en impiedad, se exilió. A continuación una sequía sacudió el Ática y un oráculo declaró que Sopatros tendría que poner término a esta situación, que tendría que poner en pie al muerto después de haberlo matado y comido y que el y que el asesino debía ser castigado. Entonces, Sopatros solicitó ser admitido como ciudadano y se propuso a sí mismo para matar al buey durante el sacrificio que organizaba la ciudad, a condición de que los otros ciudadanos participaran.
El sacrificio se desarrolló de la siguiente manera: dos mujeres fueron designadas y aportaron el agua para afilar el hacha y un cuchillo, después una de ellas dio el hacha al que golpearía al buey y la otra lo degolló para vaciarlo de su sangre. El buey muerto era a continuación preparado y consumido por todo el mundo durante un banquete. Se «reconstruía» luego el animal con su piel y con paja, la res «resucitada» era puesta bajo el yugo para ponerla a laborear. A continuación se organizó un juicio en el que todos los protagonistas fueron acusados por turno y se redimieron designando al más culpable de ello; las hidróforas (portadoras de agua acusaron al afilador, quien acusó al afilador, que acusó a uno que le agarró el hacha y así sucesivamente hasta que el degollador denunció al cuchillo que le habían dado. El cuchillo, sin respuesta, aceptó la responsabilidad por el crimen y fue arrojado al mar.

## El ritual
Según Teofrasto/Porfirio, desde aquella época el sacrificio del buey de las fiestas Dipolias se desarrollaba recordando este suceso. Las galletas se depositaban en el altar de Zeus, alrededor del cual daban vueltas bueyes. Cuando una de las reses se aproximaba al altar y devoraba las ofrendas, era abatido inmediatamente y degollado, y despedazado para ser comido durante un banquete. Tres familias sacerdotales estaban encargadas de las diferentes etapas del ritual: los boutiroi (βουτύποι/los golpeadores de bueyes) que descendían de Sopatros; los centriadas (κεντριάδαι/los conductores de bueyes, que descendían del que condujo los bueyes alrededor del altar; los daitrous (δαιτρους/los convivios) que descendían del que degolló al buey. 
Según Pausanias, el rito (en su época) parecía más modesto y parecía poner el acento sobre la «culpa», aspecto que no aparece en Teofrasto/Porfirio. El buey sacrificado era previamente escogido y se le hacía comer la cebada y el trigo colocados en el altar. El buey era ejecutado por sacerdote (el boufonos/βουφόνος), que debía exiliarse y su hacha era juzgada en el Pritaneo. 
Se ha querido ver en el rito de las Bufonias la expresión de un sentimiento de culpabilidad de los griegos hacia el sacrificio de animales durante sus ritos; la traducción de la gran repulsión frente a un acto bárbaro considerado arcaico, y/o el desperdicio de las fuerzas vivas necesarias en los trabajos agrícolas.